# Ichneumon weemsi
Ichneumon weemsi là một loài tò vò trong họ Ichneumonidae.